# Etiopska kadulja
Etiopska kadulja (češljasta kadulja, etiopska žalfija; lat. Salvia austriaca), vrsta žalfije, dvogodišnja raslinja ili kratkotrajne trajnice iz porodice usnača. Rasprostranjena je po Europi, dijelovima Azije (od Turske do Kazahstana i Irana) i Afrike (Etiopija). Uvezena je i u Njemačku i Sjevernu Ameriku. U Hrvatskoj, Srbiji i Kosovu je također autohtona.
U Sjevernu Ameriku je uvezena vjerojatno sa sjemenom lucerne, i danas je tamo smatraju korovom koji raste po pašnjacima, a za stoku je neukusna. 

## Sinonimi
- Aethiopis vera Fourr.; Ann. Soc. Linn. Lyon, N. S. 17: 134 (1869)
- Salvia aethiopis var. alpini Vahl; 277 (1804)
- Salvia aethiopis var. laciniata Vahl; 277 (1804)
- Salvia idanensis Gand.; Fl. Lyon.: 171 (1875)
- Salvia kochiana Kunze; Index Seminum (LZ, Lipsiensis) 1847: 4 (1847)
- Salvia lanata Stokes; Bot. Mat. Med.: 52 (1812), nom. illeg.
- Salvia leuconeura Boiss.; Diagn. Pl. Orient., II 4: 20 (1859)
- Sclarea aethiopis (L.) Mill.; Gard. Dict. ed. 8: 2 (1768)
- Sclarea lanata Moench; Methodus: 374 (1794), nom. illeg. superfl.

## vanjske poveznice
- Mediterranean Sage Salvia aethiopis